# 16704 Taisukekaneko
16704 Taisukekaneko è un asteroide della fascia principale. Scoperto nel 1995, presenta un'orbita caratterizzata da un semiasse maggiore pari a 2,337993 UA e da un'eccentricità di 0,216177, inclinata di 22,877705° rispetto all'eclittica. Ha un diametro di 5,024 km.